# Lajeado do Bugre
Lajeado do Bugre este un oraș în Rio Grande do Sul (RS), Brazilia.